# Elsa Thoresen
Elsa Thoresen (født 1. maj 1906 i Minnesota, USA; død 1994 i USA) var en kunstner med norske forældre. Hun var gift med kunstneren Vilhelm Bjerke Petersen fra 1935 til 1953 og bosat i Danmark 1935 til 1944 hvor familien må flygte med to børn til Sverige. Venner fra Halmstadgruppen hjalp dem med at etablere sig, og de fortsatte deres kunstneriske virke. Efter 2. Verdenskrigs afslutning rejste de til USA, hvor Elsa Thoresen havde familie. Bjerke Petersen vendt tilbage til Sverige i 1947. Elsa Thoresen fortsatte med at male, men stilen blev mere abstrakt. Hun giftede sig igen og tog navnet Elsa Thoresen-Gouveia.

## Uddannelse
Elsa Thoresen uddannede sig på Kunst og Håndværkerskolen i Oslo 1924-27, på Kunstakademiet i Oslo 1927-28 og 1929-30 og på Académie des Beaux-arts i Bruxelles i Belgien 1927-29.
Fra 1935 til 1944 boede og virkede Elsa Thoresen i Danmark, hvor hun var aktiv i kredsen omkring de figurativt arbejdende surrealistiske kunstnere i Norden (Wilhelm Freddie, Rita Kernn-Larsen og Halmstadgruppen), tidskriftet Konkretion og Vilhelm Bjerke Petersen, som hun arbejdede sammen med.

## Surrealismen
Stillistisk var Elsa Thoresen en figurativ surrealist. Hendes malerier lægger sig op af en forståelse af surrealisme, der arbejder med genkendelige figurer, som hos Salvador Dali og René Magritte.[kilde mangler] Desuden tilsluttede hun sig den betragtning, at surrealismen er en revolutionær bevægelse, der skal få beskueren til at tænke selv. Sammen med Bjerke Petersen arbejdede hun på at placere kunsten hvor beskuerne befinder sig. Metoden var vægudsmykninger blandt andet på skoler og i hjemmet.

## Stil
Fra 1935 til ca. 1945 arbejdede Elsa Thoresen med en stil, hvor hun sammenstillede motiver, genkendelige billedelementer og symboler fra samtidens visuelle kultur i maleriet. Samtidig fjernede hun den kendte betydning og symbolik ved at indsætte figurerne i nye eller ændrede og let aflæselige sammenhænge, der skulle tvinge beskueren til at se dem på ny. Hun oversatte collagen til maleriet.

## Vægudsmykninger
- Fra 1935 deltog hun i færdiggørelsen af en stor udsmykningsopgave på Højdevangens Skole (Amager) betalt af Ny Carlsbergfondet. Vilhelm Bjerke Petersen påbegyndte denne udsmykningsopgave i 1932, som var færdig i 1937.
- 1939: Elsa Thoresen og Vilhelm Bjerke Petersen udførte sammen en større udsmykningsopgave i ejendommen Ved Volden på Christianshavn. De udførte malerier af forskellige størrelser til 13 trapperum. De ni af malerierne er signeret af begge kunstnere.

Elsa Thoresens værker kan blandt andet opleves på Kunstmuseet i Tønder som er en del af Museum Sønderjylland.